# Códice Athos Laurence
El Codex Athous Laurae (designado como Ψ o 044 en la numeración Gregory-Aland, δ 6 en la numeración Von Soden) es un manuscrito en unciales del Nuevo Testamento escrito en pergamino. El manuscrito tiene lagunas. Contiene un texto ecléctico y mixto. Tiene marginalia
El códice ahora está en un monasterio (Gran Laura B' 52) en la península Athos.

## Descripción
El códice original contenían completamente el Nuevo Testamento excepto el Libro de Revelación. Actualmente tiene lacunae al inicio y al final. Se ha perdido el Evangelio según Mateo, el Evangelio según Marcos 1:1-9:5, y una hoja de Hebreos con el texto 8:11-9:19. 
El orden de los libro es: los cuatro Evangelios, Hechos de los Apóstoles, las Epístolas Generales, y las Cartas de Pablo. Las Epístolas Generales tienen un orden inusual (1-2 Pedro, Santiago, 1-3 Juan, y Judas). El final más corto de Marcos está antes que el largo (como en el Códice Regio y en todos los demás otros códices griegos en los que aparece).
El códice contiene 261 hojas pergamino (21 cm por 15.3 cm). Las dimensiones del texto son 15 cm por 8,7 cm.
Está escrito en una columna por página, 31 líneas por página, en letras unciales pequeñas. Las letras tienen aspiraciones y acentos. Contiene tablas de κεφαλαια (tablas de contenido) antes de cada libro, las Secciones Amonianas (en 233 secciones de Marcos), Cánones Eusebianos, equipo leccionario en un margen (para uso litúrgico), notas musicales (neumes), y suscripciones. Este es uno de los manuscritos más antiguos con notas musicales.
Se han omitido los versículos de Marcos 11:26 y Marcos 15:28. El texto de la Pericope Adulterae (Juan 7:53-8:11) está omitido.
El códice está fechado paleográficamente al siglo VIII o IX.

## Texto
El texto griego de este códice generalmente se describe como una representación del tipo textual bizantino, pero con una porción grande de alejandrino, y algunas lecturas occidentales. Tiene un texto mixto inusual. Von Soden lo enlista como: en general alejandrino. En el Evangelio según Marcos y en las Cartas generales se representa el tipo textual alejandrino. En el Evangelio según Lucas y Juan es predominante el elemento bizantino, pero con grandes porciones de lecturas alejandrinas como en el Códice Sangallense 48. En los Hechos y las Cartas de Pablo el elemento bizantino es predominante. El texto de las Cartas generales parece ser del mismo tipo encontrado en el Códice Alejandrino, 33, 81, y 436. Kurt Aland ubicó el texto del códice en la Categoría III para los Evangelios, Hechos, Cartas de Pablo, y Categoría II para las Cartas generales.
Variantes textuales
Marcos 9:49 
Tiene una única variante θυσια αναλωθησεται en lugar de αλι αλισθησεται.
Marcos 10:7 
και προσκολληθησεται προς την γυναικα αυτου (y se unirá a su esposa) se omite, como en el Códice Sinaítico, Vaticano, 892, ℓ 48, sirs, got.
Marcos 10:19 
la frase μη αποστερησης se omite, como en los códices B (agregada por un corrector segundo), K, W, f1, f13, 28, 700, 1010, 1079, 1242, 1546, 2148, ℓ 10, ℓ 950, ℓ 1642, ℓ 1761, sirs, arm, geo. Esta omisión es típica para los manuscritos del tipo textual cesareo.
Lucas 9:35
Usa la lectura más grande αγαπητος εν ο ευδοκησα — como en los códices C3, D, ℓ 19, ℓ 31, ℓ 47, ℓ 48, ℓ 49, ℓ 49m, ℓ 183, ℓ 183m, ℓ 211m;
Juan 20:31
ζωην αιωνιον – como en los códices: א C(*) D L 0100 f13 it vgmss sirp, h copsa, copbo
Hechos 12:25
απο Ιερουσαλημ (de Jerusalén) – D, Ψ, 181, 436, 614, 2412, ℓ 147, ℓ 809, ℓ 1021, ℓ 1141, ℓ 1364, ℓ 1439, ar, d, gig, vg, Crisóstomo
εις Ιερουσαλημ (a Jerusalén) – א, B, H, L, P, 049, 056, 0142, 81, 88, 326, 330, 451, 629, 1241, 1505, 1877, 2492, 2495, Biz, Lec
εξ Ιερουσαλημ (desde Jerusalén) – {\displaystyle {\mathfrak {P}}}74, A, 33, 69, 630, 2127
εις Αντιοχειαν (a Antíoquía) – 97mg, 110, 328, 424mg, 425c
εις την Αντιοχειαν (a Antioquía) – ℓ 38
απο Ιερουσαλημ εις Αντιοχειαν (de Jerusalén a Antioquía) – E, 322, 323
εξ Ιερουσαλημ εις Αντιοχειαν (desde Jerusalén a Antioquía) – 429, 945, 1739, e, p, sirp, copsa geo
εις Ιερουσαλημ εις Αντιοχειαν (a Jerusalén a Antioquía) – 104, copsa (algunos mss.)
Hechos 15:23
Tiene una de las lecturas más grandes γραψαντης επιστολην δια χειρος αυτων εχουσαν τον τυπον τουτον. En los otros manuscritos se lee:
γραψαντης δια χειρος αυτων — {\displaystyle {\mathfrak {P}}}45, {\displaystyle {\mathfrak {P}}}74, א*, A, B, copbo
γραψαντης δια χειρος αυτων ταδε — אc, E, (33), Biz, sirh
γραψαντης δια χειρος αυτων επιστολην περιεχουσαν ταδε — C, ar, c, gig, w, geo
γραψαντης επιστολην δια χειρος αυτων περιεχουσαν ταδε — D, d
γραψαντης δια χειρος αυτων επιστολην και πεμψαντες περιεχουσαν ταδε — 614.
En Hechos 18:26 se lee την του θεου οδον igual al P, 049, 0142, 104, 330, 451, 1241, 1877, 2127, 2492, Biz, Lec;
Hechos 20:15
tiene lecturas singulares και μεινοντες εις το Γυλιον τη.
Hechos 20:28
Se lee του κυριου (del Señor) al igual que en los manuscritos {\displaystyle {\mathfrak {P}}}74, A, C*, D, E, 33, 36, 453, 945, 1739, 1891. Usualmente en los manuscritos alejandrinos se lee του Θεου (de El Dios), los manuscritos bizantinos tienen του κυριου και του Θεου (del Señor y Dios).
Hechos 27:16
Γαυδην — este es el único manuscrito con esta lectura.
Hechos 28:29
omite el versículo completo: και ταυτα αυτου ειποντος απηλθον οι Ιουδαιοι πολλην εχοντης εν εαυτοις συζητησιν (Y cuando dijo esas palabras, los judíos departed y tuvieron una gran disputa entre ellos mismos"); la omission coincide con algunos manuscritos: Papiro 74, Códice Sinaítico, Alejandrino, Vaticano, Códice Laudiano, Códice Vaticano 2061, 33, 81, 1175, 1739, 2464;
Romanos 8:1
Ιησου – א, B, D, G, 1739, 1881, itd, g, copsa, bo, et
Ιησου μη κατα σαρκα περιπατουσιν – A, Db, Ψ, 81, 629, 2127, vg
Ιησου μη κατα σαρκα περιπατουσιν αλλα κατα πνευμα – אc, Dc, K, P, 33, 88, 104, 181, 326, 330, (436 omite μη), 456, 614, 630, 1241, 1877, 1962, 1984, 1985, 2492, 2495, Biz, Lec
El texto de Romanos 16:25-27 sigue a 14:23, como en el Códice Angelico Uncial 0209, Minúscula 181 326 330 451 460 614 1241 1877 1881 1984 1985 2492 2495.
1 Corintios 2:1
μαρτυριον como aparece en B D G P Ψ 33 81 104 181 326 330 451 614 629 630 1241 1739 1877 1881 1962 1984 2127 2492 2495 Biz Lecc it vg sirh copsa arm et;
En otros manuscritos se lee μυστηριον or σωτηριον.
1 Corintios 7:5
τη προσευχη (oración) como el {\displaystyle {\mathfrak {P}}}11, {\displaystyle {\mathfrak {P}}}46, א*, A, B, C, D, G, P, Ψ, 6, 33, 81, 104, 181, 629, 630, 1739, 1877, 1881, 1962, it vg, cop, arm, et. En otros manuscritos se lee τη νηστεια και τη προσευχη (ayuno y oración) o τη προσευχη και νηστεια (oración y ayuno).
1 Corintios 12:9
χαρισματα ιαματων εν τω ενι πνευματι — A B 33 81 104 436 630 (1739 omite τω) 1881 it vg
χαρισματα ιαματων εν τω αυτω πνευματι — א C3 D G K P 0201 88 181 330 451 614 629 1241 1877 1962 1984 1985 2127 2492 2495 Biz Lecc
χαρισματα ιαματων εν τω πνευματι — {\displaystyle {\mathfrak {P}}}46
χαρισματα ιαματων — C
χαρισματα — Ψ
Filipenses 1:14
του θεου – א A B (D*) P Ψ 33 81 104 326 365 629 1175 1241 2464
κυρίου – F G; Cip
omitido – p46 D2 Biz, r; Marcion
1 Timoteo 3:16 
Coincide la variante textual θεος εφανερωθη.

## Historia
El manuscrito fue visto por primera vez por C. R. Gregory el 26 de agosto de 1886, quién lo describió en un principio. En el año 1892 fue visto, pero no examinado por J. Rendel Harris, quién fue inspeccionando los manuscritos de la Septuaginta. Von Goltz y Wobbermin habían recolectado el texto de Hechos, Cartas generales, y las Cartas de Pablo para Hermann von Soden. El códice fue examinado por Kirsopp Lake en 1899, quién thoroughly examinó el Evangelio según Marcos y recolectó collated el texto del Evangelio según Lucas y Juan. El no examinó el texto de Hechos y las Cartas porque, según la opinión de Soden, sus textos eran ordinarios. En 1903, Lake publicó el texto del Evangelio según Marcos 9:5-16:20, y una collation del Evangelio según Lucas, Juan y la Carta a los Colosenses en Studia Biblica et Ecclesiastica.

## Lectura adicional
- Kirsopp Lake, Texts from Mount Athos (Textos del Monte Athos), Studia Bíblica et Ecclesiastica, 5 (Oxford 1903), pp. 89–185. (en inglés)
- Kirsopp Lake, The Text of Codex Ψ in St. Mark (El texto del Códice Ψ en Sn. Marcos, JTS I (1900), pp. 290–292. (en inglés)
- C. R. Gregory, Textkritik des Neuen Testaments (Leipzig 1900), vol. 1, pp. 94–95.
- Hermann von Soden, Die Schriften des Neuen Testaments in ihrer altesten erreibaren Textgestalt, I, III (Berlín, 1910), pp. 1664,-1666, 1841, 1921, 1928.
- M.-J. Lagrange, La critique rationnelle (París, 1935), pp. 109 f.